# Némafilm

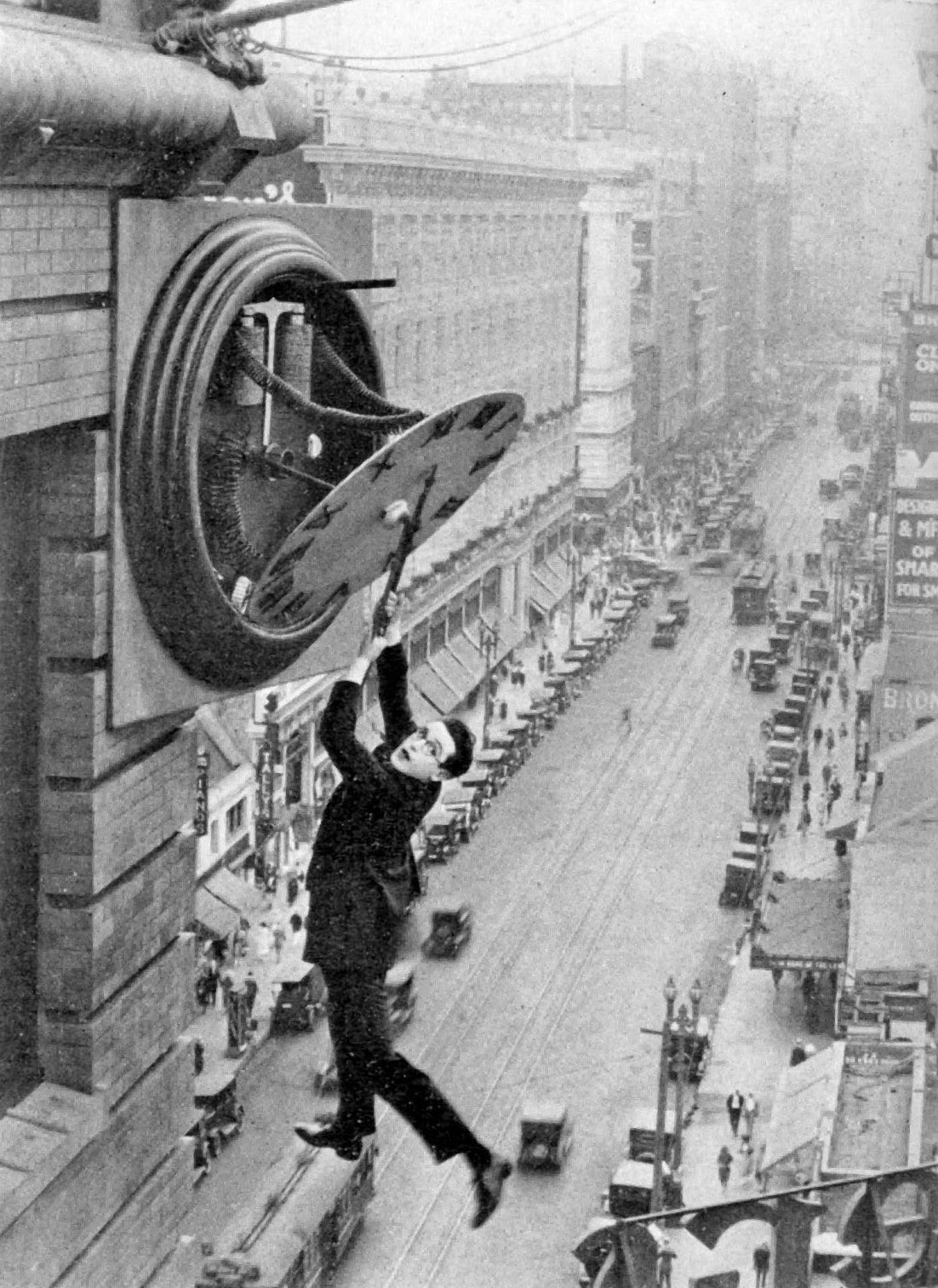
Harold Lloyd, a némafilmek egyik sztárja

A némafilm hang nélküli filmművészeti alkotás, a szereplők hangos jeleneteket játszanak el, annak tudatában, hogy a film majd némán kerül a nézők elé. A dialógusok a jelenet közben feliratként voltak olvashatók. A vetítéskor a moziban sosem volt csend, a filmek bemutatása általában hangulatfestő zongorakísérettel történt; drágább mozikban pedig zenekarral.
Már a mozgókép feltalálásakor megjelent az az igény, hogy a vetített képhez hangok is tartozzanak, de a technikai korlátok miatt 1929-ig a legtöbb elkészült filmszalag néma maradt. A filmgyártásnak ez a szakasza az Age of the Silver Screen, magyarul: Ezüst mozivászon kora.
Maga a némafilm elnevezés retronima, ugyanis csak a hangosfilm megjelenése után kezdték el így emlegetni azokat a filmeket, amikhez nem tartozott hang.

## Minőség, gyártási technika
A némafilmek minősége, főleg az 1920-as években, sokszor meglepően jó volt. Közkeletű hiedelem, hogy nem ütik meg a mai mércét, de ennek oka leginkább az, hogy rossz sebességgel játsszák vissza a filmet, sokszor pedig a tekercsek is rongálódtak az idők folyamán (sok mű csak sérült szalagok második vagy harmadik másolatában maradt fenn). A húszas évek közepéig a némafilmeket kisebb képsebességgel rögzítették, mint a hangosfilmeket. Míg az utóbbinál másodpercenként 24 képkockát vettek fel, a némafilm sebessége 16 és 23 képkocka között mozgott. (A vetítéskor egy képkockát kétszer mutattak meg, a folyamatos mozgás érzékelése végett, a filmet szaggatottan továbbítva, így a képfrekvencia 32-48 Hz, a felső a ma is használatos érték.)

## Korszakai
Készítésének időszaka 1895-től 1928-ig, a hangosfilm megjelenéséig tartott, bár néhány alkotó később is készített némafilmet.

### Kezdetek
Az első filmeket, amik valójában inkább „mozgóképek” voltak, pénzbedobással működő kinematoszkópokban lehetett megtekinteni, de ezeket egyidejűleg csak egy néző láthatta.
Az első nyilvános filmvetítést a Lumière testvérek rendezték 1895. december 28-án, Párizsban, a Grand Caféban. Magyarországon 1896 márciusában zajlott az első nyilvános vetítés.
Az első filmes botrány sem váratott sokáig magára, Amerikában A csók (1896) című rövidfilm, amelyben May Irwin ad egy csókot John Rice-nak, nagy felháborodást váltott ki puritán körökben.

## A némafilm a világban

### Amerikai némafilm

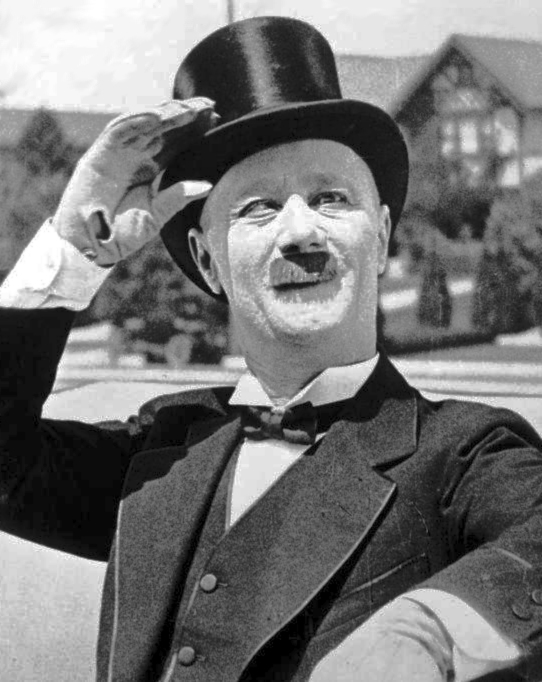
Ben Turpin, 1924

#### 1895-től az 1900-as évek elejéig
Az első nyilvános vetítés Amerikában, a New York-i Koster Bial Music Hallban, 1896. április 23-án zajlott le. Itt 12 kisfilmet mutattak be. Ezek a többnyire természeti jelenségeket (tengerhullámzás, fák a szélben) mutattak be.
A Csók c. botrányfilm vetítésének évében már létre is jött az első filmtröszt, az Edison Co., a Biograph és a Vitagraph közreműködésével, amely uralta az amerikai filmgyártást az 1910-es évek elejéig.
A korabeli vetítésekre javarészt színházi előadások szünetében vagy ún. fonográftermekben került sor. A növekvő érdeklődés miatt azonban hamarosan megjelentek az erre szakosodott termek: Edisonia Hall (Buffalo), Parlor (Los Angeles, 1897), Kermesse (New York, 1903), de az első folyamatosan filmeket sugárzó mozik – a nickelodeonok – csak 1905-ben indultak be.
1908-ban megalapították a filmipart ellenőrizni kívánó Motion Picture Patents Companyt, ismertebb nevén a Trösztöt. A Tröszt kíméletlen harcban állt a független filmesekkel, és a csata a Tröszt vereségével végződött.
A közönség szerepe a némafilm nyelvezetének kialakításában igen jelentős volt. Az amerikai közönség javarészt szegény, műveletlen, gyakran analfabéta munkásokból és bevándorlókból állt. Céljuk nem az volt, hogy színházi-irodalmi produkciókat lássanak újra a vásznon, hanem a szórakozás.

### Európai némafilm
Az európai közönség más igényeket támasztott a filmmel szemben, mint az amerikai. Az amerikai műveletlenebb közönséggel szemben az európai nézőknek volt kultúrájuk, melyet színházi előadásokon, könyvek olvasásával csiszoltak, így a filmmel szemben is magasabb igényeket támasztottak.[forrás?] A filmet egyfajta mozgóképre rögzített színházként érzékelték. Innen származik a magyar filmszínház kifejezés is.

#### Magyar némafilm

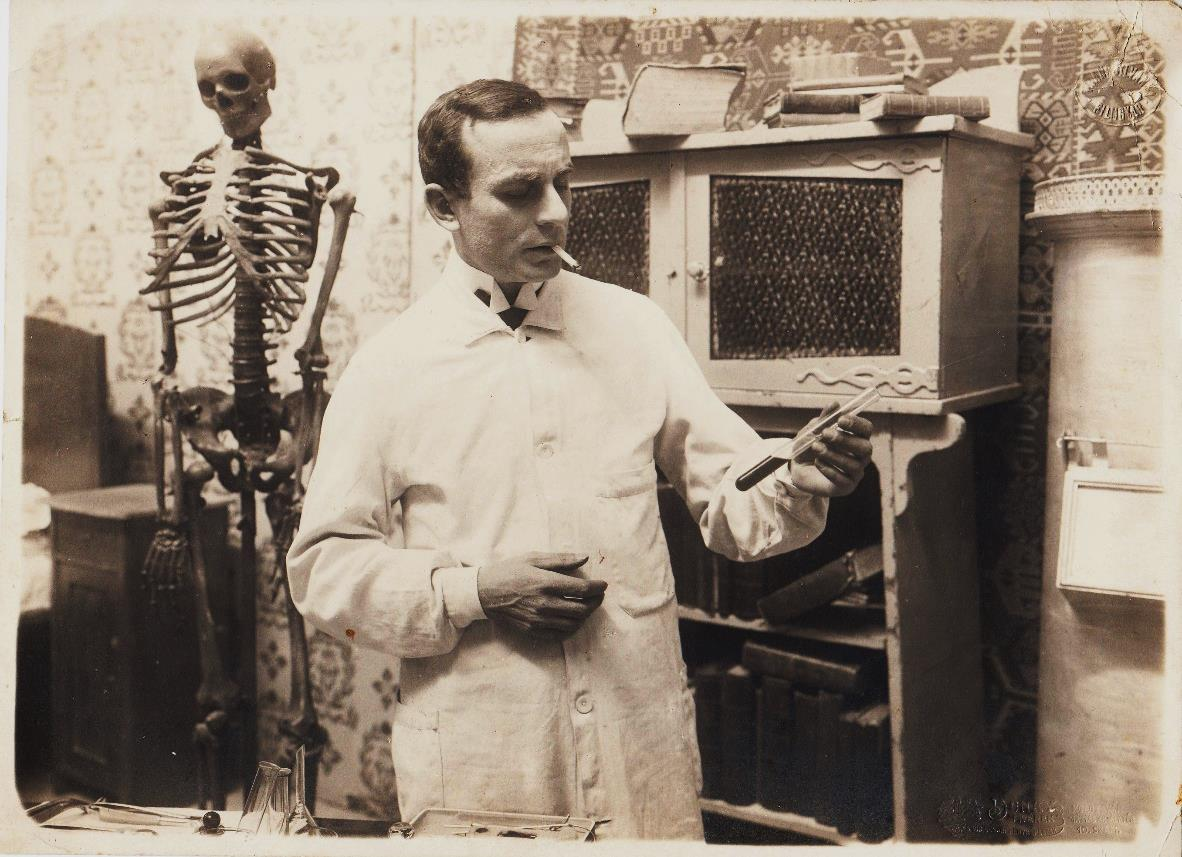
Kozma Hugó 1918. június 12-én “A kancsuka hazájában” című kolozsvári némafilm forgatásán

„A nizzai kávéházban és azután Génuában, ahol még egyszer láttam őket, az emberek úgy tódultak hozzá, mintha búcsú, vagy vásár volna. Ha az emberek megunták, úgyis oda fog kerülni. A vásárra. A cirkusz- és trapézművészek közé.” – Jókai Mór jóslata
Magyarországon a filmgyártást a Projectograph kezdte el az 1910-es években. Az első műtermet 1912-ben nyitotta meg Faludi Miklós. A Vígszínház akkori vezetője által igazgatott Hunnia stúdió nem sokáig maradt meg, mert nem rendelkezett infrastruktúrával, s bohózatait minimális figyelemre méltatták. Az első magyar némafilmekben már szerepelt Márkus Emília, Varsányi Irén, Fedák Sári, Hegedűs Gyula és még sok más ismert színházi színész.
1912-ben 4, 1913-ban 10, 1917-ben már 75 némafilm készült Magyarországon. 1915 és 1918 között hat új műterem jött létre. Az ismertebb stúdiók a Star, Corvin, Phönix, Astra, Hungária, Gloria, Lux, Semper voltak. Sorban születtek a művek: pl. a Szent Péter esernyője, A gólyakalifa, A 111-es, a János vitéz, A nap lovagja, a Bűn és bűnhődés, az Éjjeli menedékhely, a Karenina Anna, a Dorian Gray arcképe.
A Tanácsköztársaság idején a film szerepe felértékelődött. Magyarországon államosították a filmgyártást, csakúgy, mint a Szovjetunióban. A 133 nap alatt 31 film forgatása fejeződött be. A fennmaradt híradók alapján büntető eljárásokat is indítottak egyes személyek ellen. A Tanácsköztársaság politikai, társadalmi, kulturális, sport- stb. életének mozzanatait ezek a filmek örökítették meg az utókor számára. Értékük felbecsülhetetlen.

## Érdekesség
Mel Brooks 1976-ban, közel 50 évvel a némafilmkorszak után leforgatott egy zörejekkel, effektekkel és kísérőzenével kiegészített, de (egyetlen szó kivételével) hallható beszéd nélküli némafilmet, Bombasiker (Silent Movie) címmel. A film egyik bombapoénjaként Marcel Marceau, minden idők legjelentősebb pantomimművésze szól bele a telefonba.
A színészek arcmimikával és pantomimmel értették meg a nézőkkel hogy miről szól a film.
Ritkán későbbi alkotók is éltek a némafilmes technológiával. Az újabb idők némafilmjei (csak zenét és zörejeket tartalmazó alkotásai) közé tartozik a Begotten (1989) című amerikai kísérleti film, vagy Lichter Péter hasonló alkotásai (Félálom 2009, Fagyott május 2017).

## Alkotók
A film hőskorában sokszor nem vált el élesen a rendező-színész-operatőr-forgatókönyvíró-producer személye, bár voltak akik csak egyféle szerepben dolgoztak (csak rendező, csak író vagy csak színész). Jelentősebb némafilm-készítők:

### Amerika
- Charlie Chaplin
- Buster Keaton
- Adolf Zukor
- William Fox
- Edwin Stanton Porter
- David Wark Griffith
- Lillian Gish
- Dorothy Gish
- Blanche Sweet
- Mae Marsh
- Bobby Harron
- Lionel Barrymore
- Henry B. Walthall
- Mary Pickford
- Mack Sennett
- Miriam Cooper
- Norma Talmadge
- Douglas Fairbanks
- Donald Crisp
- Carol Dempster
- Linda Arvidson
- Lya de Putti
- Lupe Velez
- Barbara Stanwyck
- Carl Laemmle
- Florence Lawrence
- Thomas Ince
- Victorin Jasset
- Ben Turpin
- Allan Dwan
- Roscoe Arbuckle
- Gloria Swanson
- Lon Chaney
- Shirley Temple
- Pearl White
- Theda Bara
- Reginald Barker
- William Hurt
- Rudolph Valentino
- Greta Garbo
- Sessue Hayakawa
- Tom Mix
- Marion Davies
- Geraldine Farrar
- Lewis Selcznick
- Myron Selcznick
- Clara Kimball Young
- Bebe Daniels
- Dorothy Dalton
- Claudette Colbert
- Charles Laughton
- Lois Wilson
- William de Mille
- June Mathis
- Alla Nazimova
- Natasha Rambova
- Rex Ingram
- Alice Terry

### Európa

#### Franciaország
- Max Linder
- René Clair

#### Olaszország
- Franceska Bertini

#### Dánia
- Asta Nielsen

#### Oroszország, Szovjetunió
- Ejzenstein
- Pudovkin
- Dovzsenko

#### Németország
- Fritz Lang
- Robert Wiene
- Friedrich Wilhelm Murnau